# Афганские евреи
Афга́нские евре́и — этнолингвистическая группа евреев в Афганистане. Согласно некоторым данным, евреи проживали в Афганистане на протяжении полутора тысяч лет. В настоящее время афганские евреи живут в Израиле и США. Говорят на еврейском варианте языка дари, условно относимом к еврейско-персидскому языку. По культуре и языку близки бухарским и персидским евреям.

Афганские евреи

## История
Самые ранние свидетельства о пребывании евреев в Афганистане относятся к VII веку.
Изначально существовало сообщество евреев, которые торговали кожей и овцами каракульской породы, а также обычных бедняков и евреев, занимавшихся ростовщичеством. Большие еврейские семьи в основном жили в приграничном городе Герат, а старшие члены этих семей, мужчины, вояжировали в различные места и занимались торговлей. Пути их проходили по маршруту древнего Шёлкового пути среди величественных гор Афганистана, и на камнях этих гор были высечены их молитвы на иврите и даже иногда на арамейском.
В период раннего средневековья Афганистан часто служил местом ссылки или добровольного изгнания для лиц, по тем или иным причинам нежелательных для эксиларха или для руководителей еврейской общины Месопотамии. Наиболее значительным еврейским центром был Балх. Еврейские и мусульманские источники сообщают о существовании еврейской общины в Газни в X—XI вв. Арабские географы говорят о еврейских общинах, существовавших в X в. также в Кандагаре и Кабуле. Существование еврейского населения в Кабуле по меньшей мере до второй половины XIV в. подтверждается обнаруженным близ него надгробием с надписью на древнееврейском, датируемой 1365 г. Персидский историк Джузжани (XIII в.) упоминает о еврейской общине в Фирузкухе, столице области Гор, расположенной в центре страны, что подтверждается обнаруженными надписями на древнееврейском и персидском языках, относящимися к XII в. — началу XIII в.
Сведения о истории евреев Афганистана в XV—XVIII вв. практически отсутствуют, и можно лишь предполагать, что в это время еврейские общины там переживали значительный упадок. В начале 1840-х гг. в Афганистан бежали многие евреи из Мешхеда (Хорасан), где в 1839 г. произошло массовое насильственное обращение еврейского населения в ислам. Путешественники XIX в. сообщают о большом числе беженцев из Мешхеда в составе еврейских общин Афганистана. Численность афганских евреев в 1839 году достигала 40 тысяч человек.
В конце XIX в. началось переселение евреев Афганистана в Палестину. В 1933 г. евреям было разрешено жить только в Герате, Кабуле и Балхе и запрещено покидать места своего проживания без особого разрешения. Они предпочитали селиться в отдельных кварталах, а в Балхе даже закрывали ворота еврейского квартала на ночь. Евреи платили ежегодный подушный налог, а с 1952 г., когда их перестали брать в армию, — особый налог за освобождение от воинской повинности. Их не принимали на государственную службу, а их детей — в государственные учебные заведения. Кроме того, им было запрещено заниматься некоторыми профессиями. Большинство еврейского населения составляла беднота, занимавшаяся главным образом портняжным и сапожным ремеслом.
В 1948 г. в Афганистане оставалось всего 5 тыс. евреев. Хотя до 1950 г. евреев не выпускали из Афганистана, с июня 1948 г. до июня 1950 г. 459 евреям удалось выехать в Израиль (в основном через Иран или Индию, куда они бежали ещё в 1944 г.). С конца 1951 г. была разрешена эмиграция евреев, и к 1967 г. число переселившихся в Израиль афганских евреев достигло 4 тыс. Афганистан был единственной мусульманской страной, где еврейским семьям было разрешено эмигрировать без предварительной аннуляции гражданства. Афганские евреи в массовом порядке покидали страну в 1960-х, их переезд в Нью-Йорк и Тель-Авив был мотивирован поисками лучшей жизни, но не религиозными гонениями. К 1969 году в Афганистане осталось жить около 300 евреев, но большинство из них покинули страну после ввода советских войск в 1979 году, и к 1996 их осталось только десять, в основном в Кабуле. В ноябре 2001 г. после освобождения Кабула войсками Северного альянса при поддержке США в стране оставалось около 60 евреев — два пожилых еврея в Кабуле, хранители синагоги и несколько десятков в Герате.
Более 10 тысяч афганских евреев живёт сейчас в Израиле. Около 200 семей — в Нью-Йорке (США).
Отцом американского актёра Джоша Гэда был эмигрировавший афганский еврей.
Более 100 евреев Афганистана живут в Лондоне.

## Современность

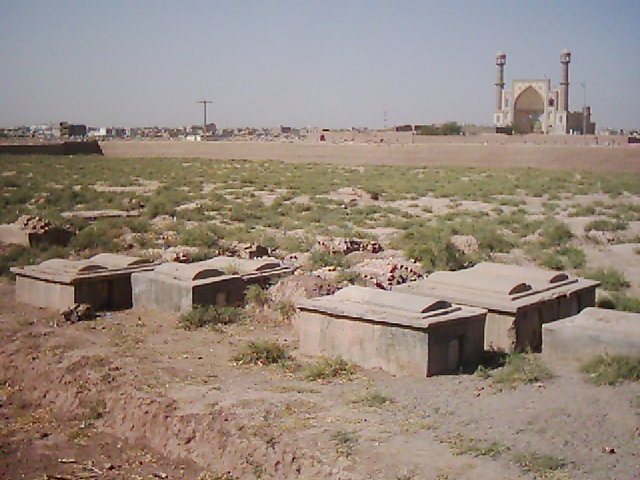
Еврейское кладбище в городе Герат, Афганистан.

К концу 2004 года только два еврея остались в Афганистане — Заблон Симинтов и Исаак Леви. Леви жил на милостыню, в то время как Симинтов владел магазином, где продавал ковры и ювелирные украшения до 2001 года. Они жили в разных углах полуразрушенной синагоги в Кабуле. Оба претендовали на управление синагогой и владение Торой, обвиняя друг друга в воровстве и обмане. Они продолжали обвинять друг друга перед лицом властей, и оба провели некоторое время за решёткой, Талибан также конфисковал их Тору.
Склочные взаимоотношения между Симинтовом и Леви нашли отражение в пьесе, вдохновлённой новостными репортажами об этих двоих, которые появлялись в международных СМИ после вторжения американских войск в Афганистан и свержения режима Талибан. Пьеса, называющаяся «Два последних еврея в Кабуле» (англ. The Last Two Jews of Kabul), была написана драматургом Джошем Гринфилдом и поставлена на сцене в Нью-Йорке в 2002 году.
В 2005 году Исаак Леви скончался, после чего Симинтов остался единственным евреем в Афганистане. Симинтов не говорит на иврите. Он пытался получить обратно конфискованную Тору. Он утверждает, что человек, укравший Тору, теперь находится в заключении в Гуантанамо. У Симинтова есть жена и две дочери, которые живут в Израиле, и он однажды сказал, что думал присоединиться к ним. Однако, когда его спросили в недавнем интервью, переедет ли он в Израиль, он резко ответил: «Переехать в Израиль? Что мне там делать? Зачем мне уезжать?». 7 сентября 2021 года Симинтов покинул Афганистан.
В Герате, на западе Афганистана, находится в ветхом состоянии никем не посещаемая синагога Йоав.
В 2011 году в пещере в североафганской провинции Саманган было найдено собрание фрагментов рукописей на иврите, арамейском, еврейско-арабском и еврейско-персидском языках. 29 страниц оттуда были выкуплены Национальной библиотекой Израиля в 2013 году.